# اسکات اوشر

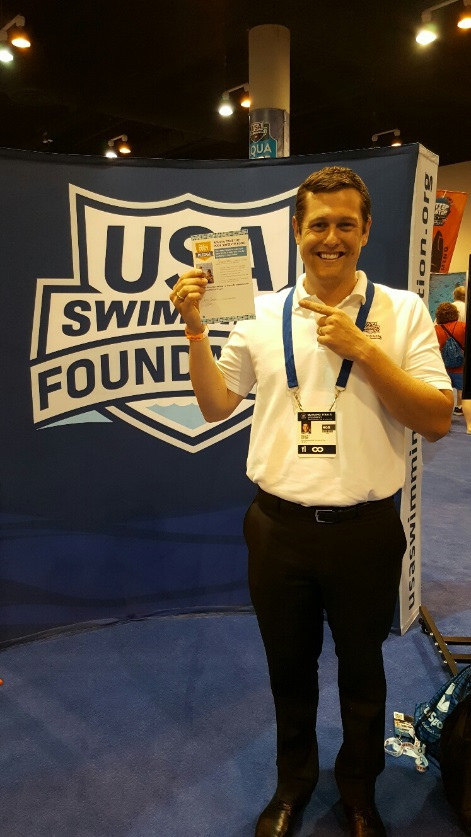
اسکات اوشر در سال ۲۰۱۶ - اوهاما

اسکات اوشر (به انگلیسی: Scott Usher) (زادهٔ ۲۷ آوریل ۱۹۸۳) شناگر اهل ایالات متحده آمریکا است.